# Храм Цзетай
Храм Цзетай (кит. упр. 戒台寺, пиньинь Jietai Si, палл. Цзетай сы) — буддийский храм в Мэньтоугоу (Пекин), КНР. Также известен под названием Цзетань (戒坛) — алтарь принятия буддийских обетов. Построен у холма Маань на горной дороге. В 1996 храм был признан Охраняемым памятником КНР.

## История
Постройка храма началась в 622 году, первоначально храм назывался Хуйцзюй Сы(慧聚寺). При Ляо настоятелем стал Фа Цзюнь и началось приподавание Дхармы для монахов. С тех пор храм стали называть Цзетай. Храм стал местом, где образованные китайцы могли изучить Дхарму перед тем, как самим стать монахоми, если они этого желали. Многие, пройдя обучение в Цзетай, становились странствующими монахами (юфансэн 游方僧). При Мин храм был отремонтирован. При Канси и Цяньлуне храм расширяли. С 1884 в Цзетае содержался Исинь. В 1996 храм был признан Охраняемым памятником КНР.